# Jan Chajda
Jan Chajda (ur. 20 maja 1939 w Poznaniu, zm. 21 lutego 2022) – polski naukowiec, specjalista z zakresu metrologii, prof. dr inż..

## Życiorys
Początkowo studiował na Politechnice Wrocławskiej, a ukończył je w 1961 na Wydziale Budowy Maszyn Politechniki Poznańskiej. W tym samym roku rozpoczął pracę w Katedrze Obróbki Skrawaniem PP, tam w 1969 obronił pracę doktorską Wpływ zawartości perlitu na skrawalność stali konstrukcyjnej węglowej wyższej jakości. W 1974 został mianowany docentem. W latach 1975–1977 był prodziekanem Wydziału Budowy Maszyn Politechniki Poznańskiej, w latach 1975-1981 i 1987-1990 zastępcą dyrektora Instytutu Technologii Budowy Maszyn Politechniki Poznańskiej. W  1977 był inicjatorem powstania Zakładu Metrologii Technicznej, a później Zakładu Metrologii i Systemów Pomiarowych.
20 października 1992 nadano mu tytuł profesora w zakresie nauk technicznych. 
Został zatrudniony na stanowisku profesora zwyczajnego w Instytucie Technologii Mechanicznej na Wydziale Budowy Maszyn i Zarządzania Politechniki Poznańskiej, Państwowej Wyższej Szkole Zawodowej im. Prezydenta Stanisława Wojciechowskiego w Kaliszu na stanowiskach: profesora w Instytucie-Centrum Doskonałości Badań Kół Zębatych i na Wydziale Politechnicznym oraz prorektora i rektora.
Był także członkiem Komitetu Metrologii i Aparatury Naukowej Polskiej Akademii Nauk.
Zmarł 21 lutego 2022.

## Odznaczenia
- Krzyż Kawalerski Orderu Odrodzenia Polski (1997)[4]